# Armando Fava
Armando Fava (La Spezia, 24 settembre 1893 – Plava, 18 novembre 1915) è stato un calciatore italiano.

## Biografia
Militò nella sezione calcistica della Società Ginnastica Andrea Doria.
Nella Prima Categoria 1911-1912 Fava ottenne con i suoi il sesto posto del Torneo Maggiore. Nella Prima Categoria 1912-1913 ottenne il quarto posto del girone ligure-lombardo, mentre in quella seguente ottenne il sesto posto del girone ligure-piemontese. Nella stagione 1914-1915, dopo aver ottenuto il terzo posto nel Girone A delle eliminatorie, raggiunse con i biancoblu il secondo posto del Girone D delle semifinali del Torneo Maggiore, non ottenendo così l'accesso al girone finale.
Quando l'Italia scese in guerra nel primo conflitto mondiale, Fava entrò nel Regio Esercito. Morì in combattimento con il grado di sottotenente a Plava, sul fronte italiano, il 18 novembre 1915.